# Радужный змей
Радужный змей (радужная змея, змея-радуга) — персонаж мифологии аборигенов Австралии, покровитель неба, воды, дождя, плодородия, шаманов и знахарей. У разных народов Змей известен под разными именами (Вонамби, Вондьина, Унгуд, Унгур), большинство имён образованы от слов и словосочетаний со значениями, связанными с водой. Обитает в прудах и источниках.
У некоторых народов Радужный змей играет важную роль в мифах о сотворении мира. Считалось, что шаманы получают свои необыкновенные способности от Радужного змея: Змей изрыгает кварцевые кристаллы, которые затем глотает шаман.
Миф о Радужном змее существует в культуре аборигенов Австралии уже очень давно, древнейшие известные наскальные рисунки изображающие Радужного змея имеют возраст как минимум 6 тыс. лет. Существует даже предположение, что прообразом Радужного змея могли быть огромные змеи рода Wonambi, населявшие Австралию и вымершие вскоре после прихода туда человека около 50 тыс. лет назад. Своё название род получил по одному из имён Радужного Змея в австралийских мифах.
В настоящее время, с приходом в Австралию современной цивилизации, традиционная вера аборигенов во Время сновидений и Радужного змея постепенно исчезает. Последний известный наскальный рисунок Радужного змея был нарисован в 1965 году.